# Pilea urticifolia
Pilea urticifolia är en nässelväxtart som först beskrevs av Carl von Linné d.y., och fick sitt nu gällande namn av Carl Ludwig von Blume. Pilea urticifolia ingår i släktet pileor, och familjen nässelväxter. Inga underarter finns listade i Catalogue of Life.